# Nòmada

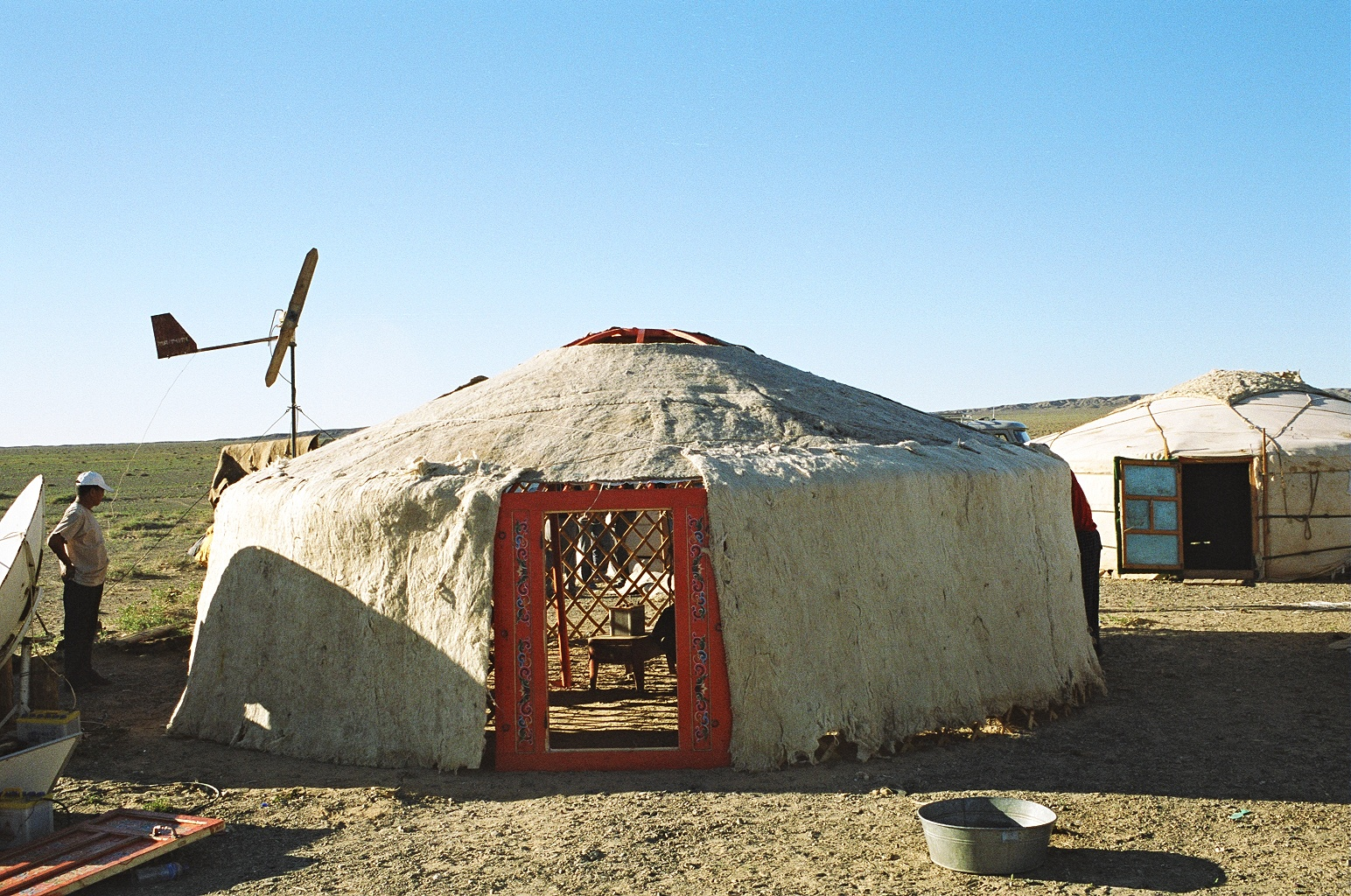
Poblat nòmada

Un nòmada és una persona que no té un territori fix com a residència permanent, sinó que es desplaça amb freqüència d'un lloc a un altre. Modernament, es parla també dels nòmades del coneixement, persones capaces d'adaptar-se a nous reptes i a entorns laborals canviants.
Aquest hàbit és un estil de vida, una manera de subsistència i té una organització social, política, religiosa, administrativa i econòmica adaptada. El nomadisme en designa una de les formes de subsistència més antigues i llargues del desenvolupament humà. Si bé la humanitat sencera va ser nòmada durant tota la prehistòria, per a molts el nomadisme representa un estat primitiu del desenvolupament humà, el cert és que el nomadisme continua vigent i, al contrari, és tan vàlid i dignificant com el sedentarisme. És gràcies al nomadisme que es va poblar el planeta durant mil·lennis i que la humanitat va sobreviure i es va adaptar a fenòmens naturals com les glaciacions o territoris hostils com els deserts.
La humanitat va viure en estat nòmada durant tot el Paleolític, i no va ser fins al Mesolític que, a poc a poc, va començar a esdevenir seminòmada per començar a sedentaritzar-se durant el Neolític quan es va desenvolupar l'agricultura i la ramaderia. Caçadors i recol·lectors que viatjaven constantment darrere els animals dels quals s'alimentaven, guiats principalment per la seva intuïció. Si es parteix del fet que la prehistòria és el temps més llarg de la humanitat (fins a 250 milers d'anys des de l'evolució humana), es pot dir que l'ésser humà ha viscut més temps sobre el planeta com a nòmada que com a sedentari. Això no significà l'extinció del nomadisme que continua existint als cinc continents. Les grans societats nòmades practiquen també la ramaderia i la causa del desplaçament cal trobar-la en la mobilitat del bestiar a la cerca de pastures, com encar subsisteix en el fenomen de la transhumància al Pirineu. Tot i això, el pas del nomadisme al sedentarisme va significar un canvi capital i sense precedents en tots els àmbits de l'Homo sapiens sapiens.
El nomadisme s'associa habitualment a una organització social de tipus patriarcal. Alguns pobles del desert, com els beduïns o els tuaregs i també d'altres de les estepes de l'Àsia central, encara practiquen aquest mode de vida malgrat que els estats que travessen els intenten sedentaritzar.

## Evolució
El nomadisme és el factor que va permetre que tots els continents fossin poblats davant de l'avenç de l'humà primitiu a la recerca d'aliments per a la seva supervivència o per alteracions de fenòmens naturals (migració de les espècies animals preferides, extinció d'aquestes, canvis geològics i climàtics). El desplaçament humà es calcula que va començar fa uns dos milions sis-cents mil anys des de l'Àfrica. Fa un milió vuit-cents mil anys es trobava a l'Orient Mitjà. Fa un milió d'anys, es trobava a Àsia i a Europa. Fa 50 mil anys, va arribar a Amèrica i fa uns quaranta mil anys a Oceania, aquests dos últims continents són els de població humana més recent. Per tant, el poblament del planeta es va donar en un temps molt llarg i de manera molt lenta. Per exemple, perquè l'ésser humà passés de l'Àfrica a l'Orient Mitjà trigà vuit mil anys. Les maneres de viure, el desenvolupament, la cultura i d'altres de l'humà prehistòric continuen sent un misteri i objecte d'estudi permanent. El que se sap de com va viure la humanitat prehistòrica és en part gràcies als pocs rastres arqueològics deixats i a l'observació del comportament d'aquells pobles nòmades que han continuat fidels a aquesta mil·lenària manera de supervivència.

## Validesa
El nomadisme no significa que un grup humà sigui endarrerit tot i quedar sovint un tabú. Si el nomadisme és més antic que el sedentarisme, té la mateixa validesa que aquest últim i, per això, els pobles nòmades mereixen el respecte a la seva identitat cultural i al seu estil de vida. El menyspreu a Europa dels, que en francès es diuen les gens du voyage, la gent del viatge te a veure amb una «trista tradició europea: el menyspreu per aquells que viuen de manera diferent de la de la majoria, amanit de vegades amb persecucions, pogroms i exclusions de tota classe». El nomadisme està sovint relacionat amb una forma d'organització tribal o el que els antropòlegs anomenen una societat segmentària, és a dir, una societat estructurada en llinatges, clans, tribus i, eventualment, confederacions tribals. Exemples d'aquests grups contemporanis són els esquimals a Groenlàndia, poblacions amazòniques a Sud-amèrica, xiximeques a Mèxic, els tuaregs al desert del Sàhara i algunes poblacions de l'Àsia central i el poble gitano a Europa, així com els beduïns. S'estima a deu milions el nombre de gitanos que viuen a la Unió Europea. El Parlament europeu va adoptar el 31 de gener de 2008 una resolució que reclamava una estratègia comuna respecte a aquest grup de la població. Romanen escassos els avenços en matèria de lluita contra la discriminació, l'exclusió i el racisme que afecten aquesta important minoria

## Poblats nòmades actuals
| Territori         | Poble |
| ----------------- | --- |
| Xile              | Pobles de la Costa (canoeros): changos, cuncos, chonos, alacalufes i yaganes. Pobles de la serralada: chiquillán, mapuches, pehuenches, puelches, poyas, tehuelches |
| Colòmbia          | Nukak Makuk, wayúu |
| Veneçuela         | Wayúu, Yanomani |
| Brasil            | Yanomani |
| Orient Mitjà      | Beduïns |
| Groenlàndia       | Esquimals |
| Mèxic             | chichimecas, |
| desert del Sàhara | Tuaregs |
| Europa            | zíngars, sarakatsani, yoruk, quincallers |
| Sibèria           | Evenis |
| Mongòlia          | Ginets de Mongòlia |
| Kenya i Tanzània  | Turkana, massais |
| Mauritània        | Maurí |